# Датуев, Абдуразак Алибекович
Датуев, Абдуразак Алибекович (9 мая 1909 — 9 марта 1979) — старший сержант Рабоче-крестьянской Красной Армии, участник Великой Отечественной войны, Полный кавалер Ордена Славы. По национальности Кумык.

## Биография
Родился в кумыкской семье в селе Карланюрт Хасавюртовского округа Терской области (ныне Хасавюртовский район Республики Дагестан). Имел начальное образование, трудовую деятельность начал в колхозе. Состоял в Красной Армии и участвовал в боях в Великой Отечественной Войне с декабря 1941 года. 31 мая 1944 года был награждён первым Орденом боевой Славы 3-степени, а 7 сентября 1944 года был награждён Орденом 2-степени. После демобилизации в 1945 году вернулся на родину. Работал в совхозе "Юбилейный". 26 декабря 1967 года, за все подвиги, совершённые им в период Великой Отечественной Войны, был награждён Орденом Славы 1-степени.

## Память
В честь Абдуразака Датуева в городе Хасавюрт названа улица..